# Placówka Straży Granicznej II linii „Lidzbark”
Placówka Straży Granicznej II linii „Lidzbark” – jednostka organizacyjna Straży Granicznej pełniąca służbę wywiadowczą na granicy polsko-niemieckiej w okresie międzywojennym.

## Formowanie i zmiany organizacyjne
Rozporządzeniem Prezydenta Rzeczypospolitej Polskiej Ignacego Mościckiego z 22 marca 1928 roku, do ochrony północnej, zachodniej i południowej granicy państwa, a w szczególności do ich ochrony celnej, powoływano z dniem 2 kwietnia 1928 roku Straż Graniczną.
Rozkazem nr 9 z 18 października 1929 roku w sprawie reorganizacji Mazowieckiego Inspektoratu Okręgowego komendant Straży Granicznej płk Jan Jur-Gorzechowski powołał komisariat Straży Granicznej „Rybno”, a w nim placówkę Straży Granicznej II linii „Lidzbark”.
Rozkazem nr 3 z 27 lipca 1936 roku w sprawach reorganizacji placówek i zmian przydziałów komendant Straży Granicznej płk Jan Gorzechowski zniósł placówkę II linii „Lidzbark”.